# Романовичі (Гомельський район)
Романовичі (біл. Раманавічы) — село в Улуковській сільській раді Гомельського району Гомельської області Республіки Білорусь.

## Географія

### Розташування
За 5 км на схід від Гомеля.

## Гідрографія
На сході меліоративні канали, з'єднані з річкою Іпуть (притока річки Сож).

## Транспортна мережа
Автошлях з'єднує село з Гомелем. Планування складається із заходу паралельних між собою різних за протяжністю широтних вулиць, яких на сході приєднуються з півдня одна, з півночі — дві короткі вулиці. Забудова двостороння, здебільшого дерев'яна, садибного типу.

## Населення

### Чисельність
- 2009 — 1390 мешканців.

## Відомі уродженці
- Федір Антонович Піскунов (1950 — 2013) — білоруський мовознавець[3].